# Mặt trận Phòng tuyến Mojaisk
Mặt trận Phòng tuyến Mozhaysk  (tiếng Nga: Фронт Можайской линии обороны) là một tổ chức tác chiến chiến lược của Hồng quân Liên Xô trong Thế chiến thứ hai. Trên thực tế, đây là phòng tuyến phòng thủ cuối cùng chặn đức quân Đức trước cửa ngõ Moskva.

## Lịch sử
Mặt trận Phòng tuyến Mozhaysk  được thành lập ngày 18 tháng 7 năm 1941 theo chỉ thị của Đại bản doanh Bộ Tổng tư lệnh tối cao nhằm thống nhất chỉ huy và tổ chức phòng thủ dọc theo tuyến phòng thủ Mojaisk. Biên chế chủ lực của mặt trận gồm các tập đoàn quân 32, 33 và 34. Các chức năng của bộ chỉ huy được thực hiện bởi Bộ tư lệnh Quân khu Moskva. 
Ngày 30 tháng 7 năm 1941, trên cơ sở chỉ thị của Bộ Tổng tư lệnh tối cao, Mặt trận Phòng tuyến Mojaisk được giải thể. Các đơn vị trực thuộc được chuyển đến Phương diện quân Dự bị.

## Bộ chỉ huy
- Tư lệnh: Trung tướng P.A. Artemyev
- Ủy viên Hội đồng Quân sự: Bí thư Thành ủy CPSU Moskva (b) I.M. Sokolov
- Tham mưu trưởng: Thiếu tướng A.I. Kudryashov

## Biên chế chủ lực
- Tập đoàn quân 32
- Tập đoàn quân 33
- Tập đoàn quân 34